# 2015 KN175
2015 KN175 est un objet de la ceinture de Kuiper faisant partie des cubewanos.

## Caractéristiques
2015 KN175 mesure environ 200 kilomètres de diamètre.